# Louisville Tennis Championships 2008
I Louisville Tennis Championships 2008, noti come Ford Tennis Championships 2008 per ragioni di sponsorizzazione, sono stati un torneo di tennis facente parte della categoria ATP Challenger Series nell'ambito dell'ATP Challenger Series 2008. Si è giocato a Louisville negli Stati Uniti dal 27 ottobre al 2 novembre 2008 su campi in cemento e aveva un montepremi di $50 000+H.

## Vincitori

### Singolare
Robert Kendrick ha battuto in finale  Donald Young con il punteggio di 6–1, 6–1

### Doppio
Prakash Amritraj /  Jesse Levine hanno battuto in finale  Frank Dancevic /  Dušan Vemić con il punteggio di 6–3, 7–6(10)